# Ministerio de la Presidencia del Perú
El Ministerio de la Presidencia del Perú (MIPRE o MMPP) fue creado el 28 de julio de 1985 con la Ley N° 24297 y tuvo como función normar y coordinar el funcionamiento de las entidades multisectoriales y organismos públicos descentralizados del Gobierno central. Fue desactivado en el 2002.

## Historia

### Creación
En el Primer Gobierno de Alan García fue creado el Ministerio de la Presidencia el 28 de julio de 1985. Su primer titular fue el militante aprista Nicanor Mujica Álvarez-Calderón, exsenador de la República, que fue voceado como primer ministro de Alan García, pero este nombró a Luis Alva Castro en dicho cargo. Mediante la renuncia de Alva Castro al premierato, todo el gabinete puso su cargo a disposición del presidente. Fue nombrado Guillermo Larco Cox como presidente del Consejo de Ministros y ministro de la Presidencia, cargo que ostentaría hasta 1988. Ese año fue nombrado Armando Villanueva como Premier, y 4 días después juró el cargo de ministro de la Presidencia, pero al renunciar en 1989 para luego jurar como ministro del Interior, fue dado el cargo al aprista Agustín Mantilla. El corto periodo de Mantilla en el ministerio fue dado por su nombramiento controversial como ministro del Interior. Luis Alberto Sánchez juró como premier y a la vez Ministro de dicho sector. El último ministro de la Presidencia del primer gobierno aprista fue el Arq. Rodolfo Beltrán Bravo en 1989. 
Este ministerio tuvo como funciones la promoción del desarrollo y la descentralización, a través de diversos organismos que integraban al ministerio. En esta etapa, los organismos que dependían del MIPRE fueron el Instituto Nacional de Desarrollo, el Instituto Nacional de Fomento Municipal, el Consejo Nacional de Ciencia y Tecnología, el Instituto Nacional de Becas y Crédito Educativo, las Corporaciones Departamentales de Desarrollo y el Proyecto Especial de obras en el Museo Nacional de Arqueología y Antropología.

### Primera desactivación
Por Decreto Supremo 104-90 MIPRE, del 24 de julio de 1990, se dio por concluido el proceso de desactivación del Ministerio de la Presidencia, por lo que, ante esta circunstancia, Beltrán renuncia al cargo que estaba desempeñando. Firmaron la aceptación de renuncia el presidente Alan García y el presidente del Consejo de Ministros, Guillermo Larco Cox.

### Recreación
Luego del autogolpe de Alberto Fujimori, el 21 de abril de 1992, fue recreado mediante Decreto Supremo el Ministerio de la Presidencia, siendo su primer titular, Jorge Lau Kong. Entre los que desempeñaron este cargo en el gobierno de Fujimori fueron Jaime Yoshiyama, Manuel Vara Ochoa, Edgardo Mosqueira Medina y María Luisa Alvarado quien fue la última ministra del régimen fujimorista. Según La República, el ministerio ganó poder dentro de la red de corrupción del gobierno.

### Desactivación final
Si bien el gobierno de Valentín Paniagua tenía la intención de desactivar, en el gobierno de Alejandro Toledo se estableció la disolución  mediante la reforma ministerial del 2002. El último en jurar al cargo fue el economista Carlos Bruce, que lo ostentaría hasta el 12 de julio del 2002.

## Organismos adscritos al Ministerio de la Presidencia (en 1992)
- Servicio de Agua Potable y Alcantarillado de Lima (SEDAPAL)
- Servicio Nacional de Agua Potable y Alcantarillado (SENAPA)
- Empresa Nacional de Edificaciones (ENACE)
- Fondo Nacional de Vivienda (FONAVI)
- Superintendencia de Bienes Nacionales (SBN)
- Banco de Materiales (BANMAT)
- Fondo Nacional de Compensación y Desarrollo Social (FONCODES)
- Instituto Nacional de Bienestar Familiar (INABIF)
- Oficina Nacional de Cooperación Popular (COOPOP)
- Instituto Nacional de Fomento Municipal (INFOM)
- Corporación de Desarrollo Departamental de Lima y Callao (CORDELICA)
- Instituto Nacional de Infraestructura Educativa y de Salud (INFES)
- Programa Nacional de Asistencia Alimentaria (PRONAA)[3]

## Ministros de la Presidencia del Perú

### Primer Gobierno de Alan García(1985-1990)
| Fecha de inicio          | Fecha de término         | Nombre del Ministro             | Partido Político        |
| ------------------------ | ------------------------ | ------------------------------- | ----------------------- |
| 28 de julio de 1985      | 27 de junio de 1987      | Nicanor Mujica Álvarez-Calderón | Partido Aprista Peruano |
| 27 de junio de 1987      | 13 de mayo de 1988       | Guillermo Larco Cox             | Partido Aprista Peruano |
| 13 de mayo de 1988       | 1 de marzo de 1989       | Armando Villanueva del Campo    | Partido Aprista Peruano |
| 1 de marzo de 1989       | 15 de mayo de 1989       | Agustín Mantilla                | Partido Aprista Peruano |
| 15 de mayo de 1989       | 30 de septiembre de 1989 | Luis Alberto Sánchez            | Partido Aprista Peruano |
| 30 de septiembre de 1989 | 24 de julio de 1990      | Rodolfo Beltrán Bravo           | Independiente           |

### Gobierno de Alberto Fujimori(1990-2000)
| Fecha de inicio          | Fecha de término         | Nombre del Ministro            | Partido Político          |
| ------------------------ | ------------------------ | ------------------------------ | ------------------------- |
| 21 de abril de 1992      | 2 de octubre de 1992     | Jorge Lau Kong                 | Cambio 90                 |
| 2 de octubre de 1992     | 17 de febrero de 1994    | Manuel Vara Ochoa              | Cambio 90                 |
| 17 de febrero de 1994    | 6 de agosto de 1994      | Raúl Vittor Alfaro             | Cambio 90                 |
| 6 de agosto de 1994      | 28 de julio de 1995      | María Luisa Federici           | Independiente             |
| 28 de julio de 1995      | 15 de noviembre de 1995  | Manuel Vara Ochoa              | Cambio 90                 |
| 15 de noviembre de 1995  | 13 de septiembre de 1997 | Jaime Yoshiyama                | Nueva Mayoría             |
| 13 de septiembre de 1997 | 31 de diciembre de 1997  | Daniel Hokama Tokashiki        | Cambio 90 - Nueva Mayoría |
| 31 de diciembre de 1997  | 6 de enero de 1999       | Tomás Gonzales Reátegui        | Cambio 90 - Nueva Mayoría |
| 6 de enero de 1999       | 16 de abril de 1999      | Cristina Rizo Patrón Velarde   | Independiente             |
| 13 de octubre de 1999    | 3 de agosto del 2000     | Edgardo Mosqueira Medina       | Cambio 90 - Nueva Mayoría |
| 3 de agosto del 2000     | 25 de noviembre del 2000 | María Luisa Alvarado Barrantes | Perú 2000                 |

### Gobierno Transitorio de Valentín Paniagua(2000-2001)
| Fecha de inicio          | Fecha de término     | Nombre del Ministro      | Partido Político |
| ------------------------ | -------------------- | ------------------------ | ---------------- |
| 22 de noviembre del 2000 | 18 de enero del 2001 | Juan Incháustegui Vargas | Acción Popular   |
| 18 de enero del 2001     | 28 de julio del 2001 | Emilio Navarro Castañeda | Independiente    |

### Gobierno de Alejandro Toledo(2001-2006) (Desactivación en el 2002)
| Fecha de inicio      | Fecha de término     | Nombre del Ministro | Partido Político |
| -------------------- | -------------------- | ------------------- | ---------------- |
| 28 de julio del 2001 | 12 de julio del 2002 | Carlos Bruce        | Perú Posible     |